# Fédération internationale de savate
La Fédération internationale de savate (FISav) est une association sportive internationale qui fédère une centaine de fédérations nationales de Savate du monde entier.
La FISav est affiliée à l'Association générale des fédérations internationales de sports. Elle est également partie prenante de l'Agence mondiale antidopage.
La savate est un sport présents lors des Jeux mondiaux des sports de combat 2013.

## Histoire
La pratique de boxe française remonte au XIXe siècle avec l'ouverture en 1845  de la première salle de boxe française et canne à Paris. Le sport sera codifié en 1877  par Joseph Charlemont qui publie le "Traité de la Boxe Française". La Savate sera un sport de démonstration aux Jeux olympiques de 1924. La pratique du sport va toutefois décliner au début du XXe siècle
En 1985, la Fédération Internationale de Boxe Française Savate est créé avec 21336 licenciés pour 569 clubs. Les premiers championnats féminins d'Europe et du Monde sont organisés en 1995-1996  avec également la création du HandiSavate.
En 2004, les premiers championnats du monde de canne de combat sont organisés à la Réunion. 
En 2010, l'anglaise Julie Gabriel devient la première présidente de la Fédération Internationale de Savate.

## Associations membres
En janvier 2019, la fédération comptait 62 membres
| Afrique | Amériques | Asie/PAcifique | Europe |
| --- | --- | --- | --- |
| - Algérie - Cameroun - Égypte - Gabon - Gambie - Guinée - Guinée-Bissau - Madagascar - Mali - Maurice - Maroc - Sénégal - Tunisie                                            | - Brésil - Canada - Chili - Colombie - Cuba - Mexique - Pérou - États-Unis                                                         | - Afghanistan - Australie - Azerbaïdjan - Chine - Inde - Iran - Japon - Corée du Sud - Liban - Philippines - Singapour - Sri Lanka - Chinese Taipei - Turquie | \| - Autriche - Belgique - Bosnie-Herzégovine - Bulgarie - Croatie - République tchèque - Finlande - France - Géorgie - Allemagne - Grande-Bretagne - Grèce - Hongrie - Irlande \| - Italie - Monténégro - Pays-Bas - Pologne - Portugal - Roumanie - Russie - Serbie - Slovénie - Espagne - Suède - Suisse - Ukraine \| |
| - Autriche - Belgique - Bosnie-Herzégovine - Bulgarie - Croatie - République tchèque - Finlande - France - Géorgie - Allemagne - Grande-Bretagne - Grèce - Hongrie - Irlande | - Italie - Monténégro - Pays-Bas - Pologne - Portugal - Roumanie - Russie - Serbie - Slovénie - Espagne - Suède - Suisse - Ukraine | | |

## Liste des présidents
| Période           | Période  | Identité            | Étiquette | Qualité |
| ----------------- | -------- | ------------------- | --------- | ------- |
| 23 mars 1985      | 1989     | Jean-Marie Rousseau |           |         |
| 23 septembre 1989 | 1992     | Alain Salomon       |           |         |
| 21 novembre 1992  | 1992     | Michel Roger        |           |         |
| 29 septembre 2001 | 2001     | Alexandre Walnier   |           |         |
| 7 septembre 2003  | 2003     | Jean Houel          |           |         |
| 11 juin 2007      | 2007     | Gilles Le Duigou    |           |         |
| 26 septembre 2010 | En cours | Julie Gabriel       |           |         |